# Чемпіонат СРСР з футболу 1938
Сезон 1938 року у групі «А» чемпіонату СРСР з футболу — четверте в історії змагання у вищому дивізіоні футбольної першості Радянського Союзу. Тривав з 10 травня по 14 листопада 1938 року. 
Перед початком сезону Всесоюзний комітет у справах фізкультури і спорту при Раднаркомі СРСР ухвалив рішення про суттєве розширення кількості учасників змагання у вищому дивізіоні футбольної першості до 26 команд, що стало найбільшою кількістю учасників турніру вищого дивізіону в історії футбольного чемпіонату Радянського Союзу. З огляду на велику кількість команд-учасниць змагання проходило в одне коло.
Збільшення кількості учасників сприяло і розширенню географії вищого дивізіону — його команди представляли вже 10 міст Радянського Союзу. При цьому залишалося домінування московських команд, чисельність яких сягнула десяти. П'ять команд представляли Ленінград, по дві — Київ, Харків та Тбілісі, ще п'ять міст (Одеса, Сталіно, Сталінград, Баку та Ростов-на-Дону) мали по одному представнику.
Чемпіоном СРСР з футболу 1938 року став московський «Спартак», для якого цей титул став другим в історії. З наступного сезону передбачалося суттєве скорочення кількості команд-учасниць турніру в Групі «А» (до 12 команд), тому спочатку відразу 14 найслабших команд мали полишити вищий дивізіон. Згодом було прийняте рішення залишити в Групі «А» ленінградські команди «Електрик» та «Сталінець», які фінішували відповідно на 13 та 14 місцях, зафіксувавши таким чином кількість учасників турніру в Групі «А» 1939 року на рівні 14 команд.
| Чемпіон СРСР 1938            |
| ---------------------------- |
| «Спартак» (Москва) 2-й титул |

## Підсумкова таблиця
| М  | Команда                   | І  | В  | Н  | П  | М     | О  |
| -- | ------------------------- | -- | -- | -- | -- | ----- | -- |
|    | «Спартак» (Москва)        | 25 | 18 | 3  | 4  | 74-19 | 39 |
|    | ЦБЧА (Москва)             | 25 | 17 | 3  | 5  | 52-24 | 37 |
|    | «Металург» (Москва)       | 25 | 16 | 5  | 4  | 57-29 | 37 |
| 4  | «Динамо» (Київ)           | 25 | 15 | 6  | 4  | 76-35 | 36 |
| 5  | «Динамо» (Москва)         | 25 | 14 | 4  | 7  | 69-34 | 32 |
| 6  | «Динамо» (Тбілісі)        | 25 | 11 | 9  | 5  | 54-39 | 31 |
| 7  | «Динамо» (Ленінград)      | 25 | 12 | 6  | 7  | 52-32 | 30 |
| 8  | «Локомотив» (Москва)      | 25 | 12 | 6  | 7  | 44-37 | 30 |
| 9  | «Торпедо» (Москва)        | 25 | 9  | 11 | 5  | 51-38 | 29 |
| 10 | «Динамо» (Одеса)          | 25 | 9  | 11 | 5  | 39-35 | 29 |
| 11 | «Стахановець» (Сталіно)   | 25 | 11 | 7  | 7  | 56-51 | 29 |
| 12 | «Трактор» (Сталінград)    | 25 | 12 | 3  | 10 | 53-48 | 27 |
| 13 | «Електрик» (Ленінград)    | 25 | 8  | 8  | 9  | 42-44 | 24 |
| 14 | «Сталінець» (Ленінград)   | 25 | 7  | 10 | 8  | 38-57 | 24 |
| 15 | «Сільмаш» (Харків)        | 25 | 8  | 6  | 11 | 34-45 | 22 |
| 16 | «Сталінець» (Москва)      | 25 | 8  | 5  | 12 | 36-44 | 21 |
| 17 | «Локомотив» (Київ)        | 25 | 8  | 5  | 12 | 43-64 | 21 |
| 18 | «Динамо» (Ростов-на-Дону) | 25 | 7  | 6  | 12 | 39-43 | 20 |
| 19 | «Темп» (Баку)             | 25 | 6  | 8  | 11 | 33-40 | 20 |
| 20 | «Спартак» (Ленінград)     | 25 | 6  | 8  | 11 | 30-39 | 20 |
| 21 | «Спартак» (Харків)        | 25 | 5  | 7  | 13 | 43-63 | 17 |
| 22 | «Зеніт» (Ленінград)       | 25 | 7  | 3  | 15 | 35-57 | 17 |
| 23 | «Харчовик» (Москва)       | 25 | 5  | 6  | 14 | 25-53 | 16 |
| 24 | «Локомотив» (Тбілісі)     | 25 | 5  | 5  | 15 | 44-62 | 15 |
| 25 | «Крила Рад» (Москва)      | 25 | 4  | 7  | 14 | 28-56 | 15 |
| 26 | «Буревісник» (Москва)     | 25 | 4  | 4  | 17 | 28-87 | 12 |

- Система нарахування очок: 2 за перемогу, 1 за нічию і 0 за поразку.
- Ленінградську команду «Червона Зоря» було перейменовано в «Електрик».

Результати матчів
- ЦБЧА (Москва) - «Локомотив» (Тбілісі) 2:1
- «Харчовик» (Москва) - «Торпедо» (Москва) 0:1
- «Зеніт» (Ленінград) - «Темп» (Баку) 0:1

були опротестовані, а матчі проведені повторно.

## Бомбардири
20 — Макар Гончаренко («Динамо» К)
19 — Григорій Федотов (ЦБЧА), Олександр Пономарьов («Трактор»)
18 — Сергій Капелькін («Металург» М), Олексій Соколов («Спартак» М)
15 — Петро Петров («Торпедо» М), Олександр Синяков («Торпедо» М)
14 — Петро Лайко («Динамо» К), Борис Пайчадзе («Динамо» Тб), Аркадій Алов («Динамо» Лд), Сергій Проценко («Трактор»)
13 — Павло Комаров («Динамо» К), Леонід Орєхов («Динамо» Од), Іван Митронов («Металург» М)
12 — Микола Балакін («Локомотив» К), Борис Чітая («Локомотив» Тб), Віктор Семенов («Спартак» М), Володимир Степанов («Спартак» М), Георгій Глазков («Спартак» М), Михайло Якушин («Динамо» М)

## Ігри, голи
У турнірі брали участь шість українських команд. Нижче наведений список гравців, які виходили на поле і забивали м'ячі у ворота суперників.
| 4. «Динамо» (Київ) |
| Воротарі: Микола Трусевич (13, 17п), Антон Ідзковський (14, 18п). Захисники: Микола Махиня (23), Олексій Клименко (21), Василь Правовєров (3), Анатолій Савицький (3). Півзахисники: Іван Кузьменко (24, 5), Борис Афанасьєв (9), Йосип Ліфшиць (23, 2), Володимир Гребер (22, 2). Нападники: Віктор Шиловський (22, 7), Павло Комаров (19, 13), Петро Лайко (22, 14), Макар Гончаренко (24, 20), Павло Корнілов (11, 7), Костянтин Щегоцький (7, 1), Микола Коротких (3, 1), Костянтин Калач (16, 3), Володимир Єгоров (2, 1). Тренер: Володимир Фомін. |
| 10. «Динамо» (Одеса) |
| Воротарі: Олександр Михальченко (11, 21п), Дмитро Піньков (16, 14п). Захисники: Георгій Борисевич (11), Михайло Волін (15), Микола Табачковський (15), Микола Хижников (19). Півзахисники: Володимир Токар (20), Олександр Брагін (22, 1), Михайло Хейсон (23), Микола Баранов (1). Нападники: Марк Гичкін (25, 7), Володимир Онищенко (15, 4), Леонід Орєхов (20, 13), Петро Калашников (8, 1), Іван Борисевич (19, 6), Михайло Малхасов (18, 2), Олександр Ільяшов (7, 2), Іван Колбанов (8), Юзеф Сосицький (14, 2). Тренер: Герман Бланк. |
| 11. «Стахановець» |
| Воротарі: Костянтин Скрипченко (22), Олександр Воробйов (4). Захисники: Георгій Мазанов (25), Микола Кузнецов (25, 1), Георгій Бікезін (25, 7). Півзахисники: Іван Смагін (21), Петро Прийменко (25), Іван Устинов (5), Іван Циплаков (3). Нападники: Григорій Балаба (20, 11), Василь Сидоров (22, 8), Михайло Васін (23, 10), Микола Кононенко (20, 6), Григорій Несмєха (22, 11), Іван Путятов (5), Артовас Акопянц (10, 2), Микола Наумов (8). Тренер: Абрам Дангулов. |
| 15. «Сільмаш» (Харків) |
| Воротарі: Анатолій Стеценко (16), Борис Фоменко (10). Захисники: Андрій Башкарьов (23, 1), Микола Задніпровський (19), Микола Педоренко (10), Микола Стешенко (2). Півзахисники: Сергій Копейко (24), Олександр Тимченко (23), Михайло Львов (13, 2), Віктор Рогозянський (12), Георгій Топорков (6). Нападники: Федір Лук'яненко (25, 11), Павло Грабарьов (21, 2), Анатолій Горохов (19, 5), Федір Моргунов (18), Іван Голубов (17, 4), Михайло Лучко (9, 1), Володимир Прасолов (8,2), Петро Володимиров (8, 1), Володимир Іванов (4). Автогол: Фесенко («Сталінець» Лд) Тренер: Іван Натаров.                                                                               |
| 17. «Локомотив» (Київ) |
| Воротарі: Афанасій Поталов (11), Арон Сорін (8), Володимир Кустовський (7). Захисники: Василь Сухарєв (23), Герман Саблін (16), Костянтин Фомін (15), Василь Завальнюк (7). Півзахисники: Володимир Балакін (25, 1), Павло Францев (21), Анатолій Радзивинович (20), Олександр Філіпович (4). Нападники: Микола Балакін (25, 12), Олександр Галкін (25, 10), Федір Кузьменко (23, 2), Костянтин Авраменко (21, 6), Олександр Шацький (20, 9), Йосип Качкін (14, 4). Тренер: Олександр Швецов. |
| 21. «Спартак» (Харків) |
| Воротарі: Василь Девляшев (17), Олександр Шахота (9). Захисники: Михайло Пашута (5), Василь Іванов (22, 1), Микола Хлистов (3), Дмитро Кирилов (17), Григорій Харламов (12). Півзахисники: Іван Привалов (14), Микола Фомін (4), Дмитро Старусєв (3), Леонід Мілов (16), Олександр Горовий (2), Антон Шведов (16, 1), Борис Андрєєв (13, 2). Нападники: Наум Княжевський (17, 4), Іван Сєров (14, 3), Олексій Сєров (18, 8), Михайло Сапельников (13, 2), Борис Гуркін (21, 8), Василь Гусаров (18, 7), Василь Макаров (18, 6), Костянтин Терещенко (5, 1), Володимир Куликов (1), Петро Паровишников (1), Анатолій Лісний (4). Автогол: Михайлов (ЦБЧА) Тренер: Микола Кротов. |

## Найкращі футболісти
Наприкінці сезону Секція футболу СРСР затвердила список 55-ти найкращих гравців.
| Позиція                      | Перший склад                      | Другий склад                          | З 3-го по 5-й           |
| ---------------------------- | --------------------------------- | ------------------------------------- | ----------------------- |
| Воротарі                     | 1. Анатолій Акимов («Динамо» М)   | 2. Микола Трусевич («Динамо» К)       | 3. В. Жмельков (СМ)     |
| Воротарі                     | 1. Анатолій Акимов («Динамо» М)   | 2. Микола Трусевич («Динамо» К)       | 4. В. Іконников (ТБ)    |
| Воротарі                     | 1. Анатолій Акимов («Динамо» М)   | 2. Микола Трусевич («Динамо» К)       | 5. М. Назаретов (КРМ)   |
| Праві захисники              | 1. Костянтин Лясковський (ЦБЧА)   | 2. Микола Табачковський («Динамо» Од) | 3. М. Родіонов (ММ)     |
| Праві захисники              | 1. Костянтин Лясковський (ЦБЧА)   | 2. Микола Табачковський («Динамо» Од) | 4. М. Махиня (ДК)       |
| Праві захисники              | 1. Костянтин Лясковський (ЦБЧА)   | 2. Микола Табачковський («Динамо» Од) | 5. М. Денисов (ДЛ)      |
| Ліві захисники               | 1. Василь Соколов («Спартак» М)   | 2. Михайло Волін («Динамо» Од)        | 3. Карелін (СтМ)        |
| Ліві захисники               | 1. Василь Соколов («Спартак» М)   | 2. Михайло Волін («Динамо» Од)        | 4. П. Кисельов (ДЛ)     |
| Ліві захисники               | 1. Василь Соколов («Спартак» М)   | 2. Михайло Волін («Динамо» Од)        | 5. Г. Бікезін (Стх)     |
| Праві півзахисники           | 1. Олексій Лапшин («Динамо» М)    | 2. Сергій Артемьєв («Спартак» М)      | 3. В. Гребер (ДК)       |
| Праві півзахисники           | 1. Олексій Лапшин («Динамо» М)    | 2. Сергій Артемьєв («Спартак» М)      | 4. В. Мошкаркін (ЛМ)    |
| Праві півзахисники           | 1. Олексій Лапшин («Динамо» М)    | 2. Сергій Артемьєв («Спартак» М)      | 5. В. Маслов (ТМ)       |
| Центральні півзахисники      | 1. Андрій Старостін («Спартак» М) | 2. Йосип Ліфшиць («Динамо» К)         | 3. І. Кочетков (ТМ)     |
| Центральні півзахисники      | 1. Андрій Старостін («Спартак» М) | 2. Йосип Ліфшиць («Динамо» К)         | 4. К. Малинін (ЦБЧА)    |
| Центральні півзахисники      | 1. Андрій Старостін («Спартак» М) | 2. Йосип Ліфшиць («Динамо» К)         | 5. Б. Орєшкін (ЕЛ)      |
| Ліві півзахисники            | 1. Євген Єлисєєв («Динамо» М)     | 2. Іван Кузьменко («Динамо» К)        | 3. О. Федоров (ДЛ)      |
| Ліві півзахисники            | 1. Євген Єлисєєв («Динамо» М)     | 2. Іван Кузьменко («Динамо» К)        | 4. М. Ільїн (ЛМ)        |
| Ліві півзахисники            | 1. Євген Єлисєєв («Динамо» М)     | 2. Іван Кузьменко («Динамо» К)        | 5. Ф. Нифонтов (ТБ)     |
| Праві крайні нападники       | 1. Гайоз Джеджелава («Динамо» Тб) | 2. Михайло Семичастний («Динамо» М)   | 3. М. Кирєєв (ЦБЧА)     |
| Праві крайні нападники       | 1. Гайоз Джеджелава («Динамо» Тб) | 2. Михайло Семичастний («Динамо» М)   | 4. К. Сазонов (ДЛ)      |
| Праві крайні нападники       | 1. Гайоз Джеджелава («Динамо» Тб) | 2. Михайло Семичастний («Динамо» М)   | 5. Г. Балаба (Стх)      |
| Праві напівсередні нападники | 1. Михайло Якушин («Динамо» М)    | 2. Віктор Шиловський («Динамо» К)     | 3. В. Степанов (СМ)     |
| Праві напівсередні нападники | 1. Михайло Якушин («Динамо» М)    | 2. Віктор Шиловський («Динамо» К)     | 4. К. Рязанцев (ТМ)     |
| Праві напівсередні нападники | 1. Михайло Якушин («Динамо» М)    | 2. Віктор Шиловський («Динамо» К)     | 5. О. Зайцев (ММ)       |
| Центральні нападники         | 1. Віктор Семенов («Спартак» М)   | 2. Аркадій Алов («Динамо» Лд)         | 3. П. Лайко (ДК)        |
| Центральні нападники         | 1. Віктор Семенов («Спартак» М)   | 2. Аркадій Алов («Динамо» Лд)         | 4. С. Капелькін (ММ)    |
| Центральні нападники         | 1. Віктор Семенов («Спартак» М)   | 2. Аркадій Алов («Динамо» Лд)         | 5. Б. Пайчадзе (ДТ)     |
| Ліві напівсередні нападники  | 1. Микола Дементьєв («Динамо» Лд) | 2. Олексій Соколов («Спартак» М)      | 3. П. Комаров (ДК)      |
| Ліві напівсередні нападники  | 1. Микола Дементьєв («Динамо» Лд) | 2. Олексій Соколов («Спартак» М)      | 4. О. Пономарьов (ДМ)   |
| Ліві напівсередні нападники  | 1. Микола Дементьєв («Динамо» Лд) | 2. Олексій Соколов («Спартак» М)      | 5. В. Бережний (ДТ)     |
| Ліві крайні нападники        | 1. Григорій Федотов (ЦБЧА)        | 2. Сергій Ільїн («Динамо» М)          | 3. П. Корнілов (ДК, СМ) |
| Ліві крайні нападники        | 1. Григорій Федотов (ЦБЧА)        | 2. Сергій Ільїн («Динамо» М)          | 4. П. Биков (ДЛ)        |
| Ліві крайні нападники        | 1. Григорій Федотов (ЦБЧА)        | 2. Сергій Ільїн («Динамо» М)          | 5. С. Папков (ММ)       |

Скорочення: СМ — «Спартак» (Москва), ТБ — «Темп» (Баку), КРМ — «Крила Рад» (Москва), ММ — «Металург» (Москва), ДК — «Динамо» (Київ), ДЛ — «Динамо» (Ленінград), ДТ — «Динамо» (Тбілісі), ДМ — «Динамо» (Москва), СтМ — «Сталінець» (Москва), Стх — «Стахановець», ЕЛ — «Електрик» (Ленінград), ТМ — «Торпедо» (Москва), ЛМ — «Локомотив» (Москва).

## Результати матчів
| Дата       | Тур | Команда 1      | Рахунок   | Команда 2      |
| ---------- | --- | -------------- | --------- | -------------- |
| 10.05.1938 | 1   | «Торпедо» М    | 2:2 (2:0) | «Спартак» Х    |
| 11.05.1938 | 1   | «Динамо» М     | 7:1 (5:0) | «Буревісник»   |
| 11.05.1938 | 1   | «Зеніт»        | 1:2 (0:2) | «Локомотив» К  |
| 11.05.1938 | 1   | «Електрик»     | 1:1 (1:1) | ЦБЧА           |
| 11.05.1938 | 1   | «Крила Рад»    | 2:1 (1:1) | «Спартак» Л    |
| 12.05.1938 | 1   | «Сталінець» М  | 0:1 (0:0) | «Спартак» М    |
| 12.05.1938 | 1   | «Темп»         | 0:2 (0:0) | «Динамо» Р     |
| 12.05.1938 | 1   | «Стахановець»  | 2:2 (2:0) | «Сталінець» Л  |
| 12.05.1938 | 1   | «Динамо» Л     | 1:1 (1:0) | «Динамо» Од    |
| 12.05.1938 | 1   | «Динамо» Тб    | 2:0 (1:0) | «Локомотив» М  |
| 12.05.1938 | 1   | «Сільмаш»      | 0:4 (0:3) | «Динамо» К     |
| 13.05.1938 | 1   | «Локомотив» Тб | 1:1 (0:1) | «Трактор»      |
| 13.05.1938 | 1   | «Металург» М   | 1:0 (1:0) | «Харчовик»     |
| 14.05.1938 | 5   | «Зеніт»        | 3:2 (1:1) | «Спартак» Х    |
| 15.05.1938 | 2   | «Електрик»     | 2:1 (1:1) | «Динамо» Од    |
| 15.05.1938 | 2   | «Сталінець» М  | 1:1 (0:1) | «Локомотив» К  |
| 16.05.1938 | 2   | «Динамо» Л     | 2:0 (0:0) | ЦБЧА           |
| 16.05.1938 | 5   | «Динамо» Р     | 2:2 (1:0) | «Сталінець» Л  |
| 16.05.1938 | 19  | «Локомотив» Тб | 1:1 (0:0) | «Локомотив» М  |
| 17.05.1938 | 2   | «Темп»         | 2:0 (1:0) | «Трактор»      |
| 17.05.1938 | 14  | «Харчовик»     | 1:1 (1:0) | «Динамо» М     |
| 18.05.1938 | 2   | «Динамо» К     | 7:0 (4:0) | «Спартак» Л    |
| 18.05.1938 | 2   | «Торпедо» М    | 1:0 (1:0) | «Металург» М   |
| 18.05.1938 | 14  | «Сільмаш»      | 0:2 (0:0) | «Спартак» М    |
| 18.05.1938 | 25  | «Динамо» Тб    | 5:3 (2:1) | «Крила Рад»    |
| 19.05.1938 | 2   | «Буревісник»   | 2:3 (1:2) | «Стахановець»  |
| 19.05.1938 | 16  | «Сталінець» М  | 3:2 (0:1) | «Спартак» Х    |
| 20.05.1938 | 3   | ЦБЧА           | 2:2 (0:0) | «Динамо» Од    |
| 21.05.1938 | 3   | «Локомотив» К  | 3:2 (2:1) | «Спартак» Л    |
| 21.05.1938 | 3   | «Темп»         | 3:0 (2:0) | «Сталінець» Л  |
| 22.05.1938 | 3   | «Локомотив» Тб | 3:3 (0:2) | «Крила Рад»    |
| 22.05.1938 | 3   | «Сільмаш»      | 0:2 (0:1) | «Локомотив» М  |
| 23.05.1938 | 3   | «Стахановець»  | 2:2 (1:1) | «Трактор»      |
| 23.05.1938 | 3   | «Динамо» М     | 1:1 (0:0) | «Металург» М   |
| 24.05.1938 | 3   | «Динамо» К     | 4:2 (2:1) | «Харчовик»     |
| 24.05.1938 | 3   | «Динамо» Р     | 0:0       | «Зеніт»        |
| 24.05.1938 | 3   | «Динамо» Тб    | 2:0 (0:0) | «Електрик»     |
| 24.05.1938 | 3   | «Спартак» М    | 2:3 (0:2) | «Торпедо» М    |
| 25.05.1938 | 18  | «Буревісник»   | 1:9 (1:3) | «Динамо» Л     |
| 26.05.1938 | 4   | ЦБЧА           | 1:0 (1:0) | «Спартак» Л    |
| 26.05.1938 | 4   | «Темп»         | 2:2 (2:1) | «Крила Рад»    |
| 28.05.1938 | 4   | «Динамо» Р     | 2:3 (1:2) | «Сільмаш»      |
| 28.05.1938 | 4   | «Локомотив» Тб | 3:1 (2:1) | «Електрик»     |
| 28.05.1938 | 4   | «Сталінець» М  | 1:3 (1:1) | «Локомотив» М  |
| 28.05.1938 | 4   | «Стахановець»  | 5:2 (2:2) | «Зеніт»        |
| 29.05.1938 | 4   | «Динамо» Л     | 3:2 (3:1) | «Металург» М   |
| 29.05.1938 | 4   | «Спартак» М    | 1:1 (1:1) | «Динамо» К     |
| 29.05.1938 | 4   | «Спартак» Х    | 0:3 (0:1) | «Трактор»      |
| 30.05.1938 | 4   | «Динамо» Од    | 1:0 (1:0) | «Буревісник»   |
| 30.05.1938 | 4   | «Динамо» Тб    | 2:2 (2:1) | «Динамо» М     |
| 30.05.1938 | 4   | «Локомотив» К  | 4:2 (0:1) | «Харчовик»     |
| 30.05.1938 | 4   | «Сталінець» Л  | 1:5 (0:0) | «Торпедо» М    |
| 02.06.1938 | 6   | «Спартак» Х    | 2:0 (1:0) | «Харчовик»     |
| 02.06.1938 | 18  | «Трактор»      | 4:3 (1:1) | «Зеніт»        |
| 02.06.1938 | 25  | «Темп»         | 2:2 (1:2) | «Електрик»     |
| 03.06.1938 | 5   | «Торпедо» М    | 5:1 (3:0) | «Динамо» К     |
| 04.06.1938 | 2   | «Сталінець» Л  | 0:4 (0:2) | «Спартак» М    |
| 04.06.1938 | 5   | «Локомотив» М  | 2:0 (1:0) | «Крила Рад»    |
| 04.06.1938 | 5   | «Стахановець»  | 4:0 (2:0) | ЦБЧА           |
| 04.06.1938 | 5   | «Динамо» Тб    | 1:1 (1:0) | «Сільмаш»      |
| 05.06.1938 | 2   | «Динамо» Р     | 0:1 (0:1) | «Динамо» М     |
| 05.06.1938 | 5   | «Металург» М   | 2:1 (2:1) | «Локомотив» Тб |
| 05.06.1938 | 13  | «Динамо» Л     | 1:1 (0:0) | «Спартак» Л    |
| 06.06.1938 | 3   | «Сталінець» М  | 1:3 (0:0) | «Буревісник»   |
| 06.06.1938 | 5   | «Локомотив» К  | 0:1 (0:0) | «Динамо» Од    |
| 07.06.1938 | 5   | «Харчовик»     | 1:0 (1:0) | «Трактор»      |
| 08.06.1938 | 6   | ЦБЧА           | 2:1 (1:0) | «Зеніт»        |
| 08.06.1938 | 25  | «Спартак» Л    | 0:1 (0:0) | «Спартак» М    |
| 09.06.1938 | 6   | «Сталінець» Л  | 2:7 (1:5) | «Динамо» К     |
| 09.06.1938 | 6   | «Торпедо» М    | 3:5 (1:2) | «Локомотив» Тб |
| 10.06.1938 | 7   | «Локомотив» М  | 2:3 (0:2) | «Трактор»      |
| 10.06.1938 | 14  | «Спартак» Х    | 2:2 (0:2) | «Електрик»     |
| 11.06.1938 | 5   | «Буревісник»   | 1:0 (1:0) | «Темп»         |
| 11.06.1938 | 6   | «Крила Рад»    | 2:1 (0:0) | «Стахановець»  |
| 11.06.1938 | 6   | «Сільмаш»      | 1:0 (1:0) | «Динамо» М     |
| 12.06.1938 | 6   | «Локомотив» К  | 0:3 (0:2) | «Металург» М   |
| 12.06.1938 | 6   | «Динамо» Р     | 1:1 (1:0) | «Динамо» Тб    |
| 12.06.1938 | 7   | «Зеніт»        | 1:2 (0:0) | «Динамо» К     |
| 13.06.1938 | 6   | «Локомотив» М  | 1:1 (1:0) | «Динамо» Л     |
| 13.06.1938 | 8   | «Сталінець» Л  | 2:1 (2:0) | «Локомотив» Тб |
| 15.06.1938 | 7   | «Динамо» М     | 2:2 (2:1) | «Темп»         |
| 15.06.1938 | 7   | «Харчовик»     | 0:2 (0:1) | «Сталінець» М  |
| 16.06.1938 | 7   | «Спартак» М    | 5:0 (4:0) | «Стахановець»  |
| 16.06.1938 | 22  | «Спартак» Л    | 6:0 (2:0) | «Буревісник»   |
| 17.06.1938 | 7   | «Динамо» Од    | 0:0       | «Динамо» Тб    |
| 17.06.1938 | 7   | «Спартак» Х    | 2:6 (1:1) | «Динамо» Р     |
| 17.06.1938 | 8   | «Локомотив» М  | 0:1 (0:0) | «Електрик»     |
| 17.06.1938 | 17  | «Зеніт»        | 3:2 (1:2) | «Локомотив» Тб |
| 18.06.1938 | 7   | «Локомотив» К  | 2:2 (1:2) | «Динамо» Л     |
| 18.06.1938 | 8   | «Сталінець» М  | 2:2 (0:1) | «Темп»         |
| 19.06.1938 | 7   | «Сталінець» Л  | 1:1 (0:1) | «Буревісник»   |
| 19.06.1938 | 23  | «Металург» М   | 0:2 (0:1) | ЦБЧА           |
| 21.06.1938 | 8   | «Локомотив» К  | 3:1 (2:1) | «Динамо» Р     |
| 22.06.1938 | 2   | «Харчовик»     | 0:5 (0:3) | «Динамо» Тб    |
| 22.06.1938 | 8   | «Динамо» К     | 0:1 (0:0) | «Динамо» Л     |
| 22.06.1938 | 9   | «Спартак» Л    | 2:1 (1:0) | «Локомотив» Тб |
| 23.06.1938 | 8   | «Динамо» М     | 4:0 (2:0) | «Спартак» Х    |
| 23.06.1938 | 9   | «Динамо» Од    | 2:0 (1:0) | «Сільмаш»      |
| 24.06.1938 | 8   | «Стахановець»  | 1:3 (1:0) | «Металург» М   |
| 24.06.1938 | 25  | «Трактор»      | 0:1 (0:0) | ЦБЧА           |
| 25.06.1938 | 10  | «Динамо» К     | 3:0 (2:0) | «Динамо» Р     |
| 26.06.1938 | 11  | «Сталінець» М  | 0:0       | «Динамо» Тб    |
| 28.06.1938 | 15  | «Локомотив» М  | 2:1 (2:0) | «Харчовик»     |
| 29.06.1938 | 9   | «Динамо» М     | 3:0 (0:0) | «Динамо» Л     |
| 29.06.1938 | 9   | «Спартак» Х    | 0:1 (0:0) | «Металург» М   |
| 30.06.1938 | 9   | «Динамо» К     | 4:1 (2:1) | «Крила Рад»    |
| 30.06.1938 | 9   | «Зеніт»        | 2:3 (0:1) | «Динамо» Тб    |
| 30.06.1938 | 9   | «Трактор»      | 1:2 (1:1) | «Сталінець» Л  |
| 30.06.1938 | 9   | ЦБЧА           | 2:0 (2:0) | «Буревісник»   |
| 30.06.1938 | 15  | «Стахановець»  | 3:2 (2:1) | «Сільмаш»      |
| 01.07.1938 | 5   | «Електрик»     | 0:1 (0:0) | «Сталінець» М  |
| 01.07.1938 | 9   | «Харчовик»     | 2:1 (1:0) | «Динамо» Р     |
| 02.07.1938 | 10  | «Динамо» М     | 5:2 (2:0) | «Локомотив» Тб |
| 04.07.1938 | 10  | «Динамо» Л     | 2:1 (1:1) | «Динамо» Тб    |
| 04.07.1938 | 10  | «Спартак» Х    | 5:1 (2:1) | «Сталінець» Л  |
| 04.07.1938 | 10  | «Буревісник»   | 3:2 (0:0) | «Локомотив» К  |
| 05.07.1938 | 10  | «Зеніт»        | 2:6 (1:4) | «Сталінець» М  |
| 05.07.1938 | 10  | «Сільмаш»      | 0:0       | «Металург» М   |
| 05.07.1938 | 23  | «Крила Рад»    | 1:1 (1:0) | «Динамо» Р     |
| 06.07.1938 | 10  | «Динамо» Од    | 3:1 (0:0) | «Локомотив» М  |
| 06.07.1938 | 10  | «Трактор»      | 2:0 (2:0) | «Спартак» Л    |
| 07.07.1938 | 9   | «Спартак» М    | 5:1 (3:1) | «Темп»         |
| 07.07.1938 | 11  | «Буревісник»   | 3:1 (2:0) | «Локомотив» Тб |
| 07.07.1938 | 11  | «Динамо» Л     | 7:0 (2:0) | «Стахановець»  |
| 09.07.1938 | 11  | «Локомотив» К  | 1:1 (0:1) | «Сталінець» Л  |
| 09.07.1938 | 11  | «Харчовик»     | 3:0 (1:0) | «Сільмаш»      |
| 10.07.1938 | 11  | «Локомотив» М  | 3:1 (1:0) | «Темп»         |
| 10.07.1938 | 11  | «Динамо» Од    | 1:1 (1:1) | «Динамо» К     |
| 11.07.1938 | 12  | «Динамо» Л     | 3:2 (1:0) | «Динамо» Р     |
| 11.07.1938 | 17  | «Спартак» Х    | 0:2 (0:0) | «Спартак» Л    |
| 12.07.1938 | 9   | «Електрик»     | 2:3 (1:1) | «Стахановець»  |
| 13.07.1938 | 12  | «Динамо» Од    | 2:1 (1:0) | «Локомотив» Тб |
| 13.07.1938 | 15  | «Спартак» М    | 1:2 (1:0) | ЦБЧА           |
| 13.07.1938 | 24  | «Зеніт»        | 4:3 (1:1) | «Сільмаш»      |
| 14.07.1938 | 12  | «Торпедо» М    | 3:3 (3:3) | «Динамо» Тб    |
| 15.07.1938 | 12  | «Динамо» М     | 4:1 (2:0) | «Локомотив» М  |
| 15.07.1938 | 22  | «Електрик»     | 0:4 (0:2) | «Динамо» Р     |
| 16.07.1938 | 11  | «Спартак» М    | 5:0 (2:0) | «Спартак» Х    |
| 16.07.1938 | 12  | «Сталінець» Л  | 1:1 (1:0) | «Сільмаш»      |
| 16.07.1938 | 13  | «Динамо» Од    | 1:1 (0:1) | «Темп»         |
| 17.07.1938 | 11  | «Спартак» Л    | 2:1 (1:1) | «Зеніт»        |
| 17.07.1938 | 12  | «Буревісник»   | 2:2 (0:1) | «Крила Рад»    |
| 17.07.1938 | 12  | «Локомотив» К  | 3:2 (2:0) | «Трактор»      |
| 18.07.1938 | 11  | ЦБЧА           | 1:0 (0:0) | «Динамо» М     |
| 18.07.1938 | 12  | «Динамо» К     | 2:0 (1:0) | «Стахановець»  |
| 18.07.1938 | 12  | «Електрик»     | 1:3 (0:2) | «Металург» М   |
| 19.07.1938 | 12  | «Спартак» М    | 3:0 (3:0) | «Харчовик»     |
| 19.07.1938 | 22  | «Динамо» Л     | 0:0       | «Торпедо» М    |
| 20.07.1938 | 13  | «Сталінець» Л  | 2:1 (0:0) | «Локомотив» М  |
| 20.07.1938 | 13  | «Металург» М   | 3:2 (2:1) | «Динамо» К     |
| 20.07.1938 | 24  | «Буревісник»   | 0:6 (0:4) | «Спартак» Х    |
| 21.07.1938 | 14  | «Динамо» К     | 3:3 (2:1) | «Трактор»      |
| 22.07.1938 | 13  | «Локомотив» К  | 2:6 (0:1) | «Стахановець»  |
| 22.07.1938 | 24  | «Спартак» Л    | 0:3 (0:1) | «Торпедо» М    |
| 23.07.1938 | 13  | «Сталінець» М  | 4:1 (2:0) | «Локомотив» Тб |
| 23.07.1938 | 20  | «Локомотив» М  | 3:3 (2:2) | «Спартак» Х    |
| 24.07.1938 | 13  | «Електрик»     | 1:1 (0:0) | «Зеніт»        |
| 24.07.1938 | 15  | «Динамо» К     | 6:0 (0:0) | «Темп»         |
| 25.07.1938 | 13  | «Харчовик»     | 0:6 (0:2) | ЦБЧА           |
| 26.07.1938 | 5   | «Спартак» Л    | 1:2 (1:2) | «Динамо» М     |
| 26.07.1938 | 21  | «Локомотив» К  | 1:0 (0:0) | «Крила Рад»    |
| 27.07.1938 | 5   | «Спартак» М    | 0:4 (0:3) | «Динамо» Л     |
| 30.07.1938 | 10  | «Стахановець»  | 1:1 (0:0) | «Торпедо» М    |
| 30.07.1938 | 11  | «Трактор»      | 4:0 (4:0) | «Динамо» Р     |
| 30.07.1938 | 13  | «Динамо» Тб    | 2:0 (0:0) | «Буревісник»   |
| 30.07.1938 | 14  | «Спартак» Л    | 2:2 (1:0) | «Динамо» Од    |
| 30.07.1938 | 24  | «Сталінець» М  | 0:1 (0:0) | «Крила Рад»    |
| 31.07.1938 | 24  | «Динамо» М     | 7:1 (2:0) | «Локомотив» К  |
| 03.08.1938 | 11  | «Крила Рад»    | 1:1 (1:1) | «Металург» М   |
| 10.08.1938 | 7   | «Крила Рад»    | 2:2 (1:0) | «Торпедо» М    |
| 10.08.1938 | 8   | «Динамо» Од    | 0:1 (0:0) | «Спартак» М    |
| 17.08.1938 | 17  | «Локомотив» М  | 2:2 (2:1) | «Динамо» К     |
| 17.08.1938 | 17  | «Сільмаш»      | 1:2 (0:2) | «Динамо» Л     |
| 18.08.1938 | 15  | «Спартак» Х    | 1:3 (1:1) | «Локомотив» К  |
| 19.08.1938 | 22  | «Динамо» М     | 4:2 (3:2) | «Крила Рад»    |
| 20.08.1938 | 14  | «Стахановець»  | 2:0 (1:0) | «Сталінець» М  |
| 21.08.1938 | 3   | «Спартак» Х    | 2:1 (2:0) | «Динамо» Л     |
| 23.08.1938 | 17  | «Динамо» М     | 1:4 (0:2) | «Спартак» М    |
| 23.08.1938 | 17  | «Трактор»      | 6:2 (3:2) | «Буревісник»   |
| 24.08.1938 | 17  | «Динамо» Р     | 0:2 (0:2) | «Сталінець» М  |
| 25.08.1938 | 2   | «Сільмаш»      | 3:0 (2:0) | «Крила Рад»    |
| 25.08.1938 | 14  | «Торпедо» М    | 0:2 (0:1) | «Локомотив» М  |
| 26.08.1938 | 24  | «Динамо» К     | 4:1 (2:0) | «Електрик»     |
| 28.08.1938 | 14  | «Металург» М   | 8:1 (3:1) | «Буревісник»   |
| 29.08.1938 | 13  | «Торпедо» М    | 2:2 (1:0) | «Сільмаш»      |
| 29.08.1938 | 21  | «Зеніт»        | 0:6 (0:3) | «Динамо» М     |
| 29.08.1938 | 24  | «Локомотив» Тб | 2:1 (2:1) | «Харчовик»     |
| 30.08.1938 | 15  | «Трактор»      | 4:0 (2:0) | «Сталінець» М  |
| 01.09.1938 | 15  | «Сталінець» Л  | 1:2 (0:0) | «Динамо» М     |
| 01.09.1938 | 19  | «Буревісник»   | 0:6 (0:4) | «Динамо» К     |
| 02.09.1938 | 12  | «Спартак» Х    | 2:2 (2:1) | ЦБЧА           |
| 03.09.1938 | 16  | «Трактор»      | 6:2 (2:0) | «Сільмаш»      |
| 03.09.1938 | 22  | «Темп»         | 3:0 (1:0) | «Харчовик»     |
| 04.09.1938 | 21  | «Сталінець» М  | 3:2 (3:0) | «Динамо» К     |
| 06.09.1938 | 14  | «Динамо» Р     | 5:3 (1:2) | ЦБЧА           |
| 06.09.1938 | 23  | «Локомотив» М  | 4:3 (1:3) | «Стахановець»  |
| 07.09.1938 | 9   | «Торпедо» М    | 1:1 (1:0) | «Сталінець» М  |
| 07.09.1938 | 14  | «Крила Рад»    | 0:1 (0:1) | «Зеніт»        |
| 08.09.1938 | 15  | «Металург» М   | 6:2 (2:1) | «Динамо» Од    |
| 08.09.1938 | 20  | «Сільмаш»      | 1:0 (1:0) | «Буревісник»   |
| 09.09.1938 | 2   | «Локомотив» Тб | 2:2 (1:0) | «Спартак» Х    |
| 10.09.1938 | 10  | «Темп»         | 0:1 (0:0) | ЦБЧА           |
| 10.09.1938 | 25  | «Динамо» М     | 2:0 (1:0) | «Стахановець»  |
| 11.09.1938 | 20  | «Харчовик»     | 0:2 (0:1) | «Зеніт»        |
| 12.09.1938 | 8   | «Трактор»      | 2:1 (1:0) | «Торпедо» М    |
| 12.09.1938 | 16  | «Динамо» Р     | 4:0 (3:0) | «Буревісник»   |
| 13.09.1938 | 18  | «Крила Рад»    | 1:4 (0:0) | «Динамо» Од    |
| 14.09.1938 | 6   | «Темп»         | 0:0       | «Спартак» Л    |
| 14.09.1938 | 25  | «Локомотив» Тб | 3:4 (0:3) | «Динамо» К     |
| 15.09.1938 | 13  | «Трактор»      | 3:2 (1:1) | «Динамо» М     |
| 15.09.1938 | 16  | «Стахановець»  | 5:2 (5:0) | «Харчовик»     |
| 15.09.1938 | 22  | ЦБЧА           | 0:1 (0:0) | «Локомотив» М  |
| 16.09.1938 | 16  | «Сталінець» Л  | 3:2 (2:2) | «Динамо» Од    |
| 17.09.1938 | 18  | «Сільмаш»      | 0:1 (0:1) | «Локомотив» К  |
| 17.09.1938 | 18  | «Темп»         | 1:1 (0:0) | «Спартак» Х    |
| 17.09.1938 | 18  | «Динамо» Р     | 0:2 (0:2) | «Торпедо» М    |
| 17.09.1938 | 20  | «Динамо» Л     | 1:0 (0:0) | «Сталінець» М  |
| 18.09.1938 | 8   | «Зеніт»        | 3:2 (2:0) | «Буревісник»   |
| 18.09.1938 | 16  | «Крила Рад»    | 1:1 (0:1) | «Електрик»     |
| 18.09.1938 | 18  | «Динамо» Тб    | 2:2 (1:2) | «Динамо» К     |
| 18.09.1938 | 18  | «Металург» М   | 4:2 (3:2) | «Локомотив» М  |
| 20.09.1938 | 18  | «Локомотив» Тб | 1:3 (0:2) | «Спартак» М    |
| 20.09.1938 | 18  | ЦБЧА           | 2:1 (0:0) | «Сталінець» М  |
| 20.09.1938 | 18  | «Стахановець»  | 2:2 (2:1) | «Спартак» Л    |
| 21.09.1938 | 15  | «Крила Рад»    | 1:2 (1:0) | «Динамо» Л     |
| 21.09.1938 | 18  | «Харчовик»     | 2:2 (1:0) | «Сталінець» Л  |
| 21.09.1938 | 21  | «Динамо» Тб    | 7:1 (2:1) | «Спартак» Х    |
| 22.09.1938 | 18  | «Динамо» М     | 6:2 (5:0) | «Електрик»     |
| 22.09.1938 | 19  | «Зеніт»        | 0:1 (0:0) | «Металург» М   |
| 22.09.1938 | 21  | «Буревісник»   | 1:2 (1:2) | «Локомотив» М  |
| 23.09.1938 | 19  | «Сільмаш»      | 1:0 (0:0) | «Темп»         |
| 24.09.1938 | 19  | «Динамо» Тб    | 1:6 (1:2) | «Спартак» М    |
| 24.09.1938 | 19  | «Крила Рад»    | 1:0 (1:0) | «Трактор»      |
| 24.09.1938 | 19  | «Локомотив» К  | 2:5 (1:0) | ЦБЧА           |
| 24.09.1938 | 19  | «Динамо» Од    | 1:1 (1:0) | «Торпедо» М    |
| 24.09.1938 | 19  | «Динамо» Р     | 0:0       | «Спартак» Л    |
| 25.09.1938 | 15  | «Буревісник»   | 2:6 (1:3) | «Електрик»     |
| 25.09.1938 | 19  | «Динамо» Л     | 2:2 (0:0) | «Харчовик»     |
| 26.09.1938 | 19  | «Спартак» Х    | 1:4 (0:3) | «Стахановець»  |
| 27.09.1938 | 2   | «Зеніт»        | 1:4 (1:1) | «Локомотив» М  |
| 27.09.1938 | 15  | «Динамо» Р     | 1:0 (1:0) | «Локомотив» Тб |
| 27.09.1938 | 16  | «Металург» М   | 2:1 (2:1) | «Темп»         |
| 28.09.1938 | 6   | «Електрик»     | 6:0 (4:0) | «Трактор»      |
| 29.09.1938 | 12  | «Спартак» Л    | 3:0 (0:0) | «Сталінець» М  |
| 29.09.1938 | 17  | «Крила Рад»    | 0:3 (0:1) | ЦБЧА           |
| 29.09.1938 | 21  | «Харчовик»     | 0:0       | «Динамо» Од    |
| 30.09.1938 | 14  | «Сталінець» Л  | 2:2 (1:1) | «Динамо» Тб    |
| 30.09.1938 | 20  | «Торпедо» М    | 0:3 (0:2) | «Динамо» М     |
| 30.09.1938 | 22  | «Динамо» К     | 1:1 (1:1) | «Локомотив» К  |
| 30.09.1938 | 25  | «Сільмаш»      | 2:0 (1:0) | «Спартак» Х    |
| 01.10.1938 | 20  | «Металург» М   | 2:1 (1:0) | «Спартак» М    |
| 01.10.1938 | 20  | «Стахановець»  | 1:0 (0:0) | «Динамо» Р     |
| 01.10.1938 | 24  | «Динамо» Л     | 1:2 (0:0) | «Трактор»      |
| 03.10.1938 | 21  | «Торпедо» М    | 1:1 (1:0) | «Темп»         |
| 03.10.1938 | 22  | «Сталінець» Л  | 5:1 (3:1) | «Сталінець» М  |
| 04.10.1938 | 15  | «Спартак» Л    | 1:0 (0:0) | «Динамо» Тб    |
| 04.10.1938 | 17  | «Стахановець»  | 1:1 (1:0) | «Динамо» Од    |
| 04.10.1938 | 21  | ЦБЧА           | 3:0 (0:0) | «Сільмаш»      |
| 04.10.1938 | 25  | «Буревісник»   | 1:1 (1:1) | «Харчовик»     |
| 05.10.1938 | 21  | «Електрик»     | 2:1 (1:1) | «Динамо» Л     |
| 05.10.1938 | 21  | «Спартак» М    | 5:1 (2:1) | «Трактор»      |
| 06.10.1938 | 21  | «Металург» М   | 1:1 (0:0) | «Динамо» Р     |
| 07.10.1938 | 16  | ЦБЧА           | 1:0 (0:0) | «Торпедо» М    |
| 07.10.1938 | 23  | «Сталінець» М  | 2:3 (2:2) | «Сільмаш»      |
| 08.10.1938 | 21  | «Спартак» Л    | 0:0       | «Сталінець» Л  |
| 08.10.1938 | 22  | «Спартак» Х    | 2:2 (1:0) | «Динамо» Од    |
| 09.10.1938 | 10  | «Електрик»     | 2:0 (0:0) | «Харчовик»     |
| 09.10.1938 | 21  | «Локомотив» Тб | 3:3 (2:1) | «Стахановець»  |
| 09.10.1938 | 22  | «Металург» М   | 3:0 (2:0) | «Трактор»      |
| 09.10.1938 | 25  | «Локомотив» М  | 2:1 (1:0) | «Динамо» Р     |
| 10.10.1938 | 8   | ЦБЧА           | 3:0 (0:0) | «Динамо» Тб    |
| 10.10.1938 | 22  | «Зеніт»        | 0:1 (0:1) | «Спартак» М    |
| 11.10.1938 | 8   | «Спартак» Л    | 1:1 (1:0) | «Сільмаш»      |
| 11.10.1938 | 25  | «Локомотив» К  | 2:3 (2:2) | «Торпедо» М    |
| 12.10.1938 | 13  | «Спартак» Х    | 5:1 (0:1) | «Крила Рад»    |
| 12.10.1938 | 19  | «Електрик»     | 2:0 (1:0) | «Сталінець» Л  |
| 12.10.1938 | 19  | «Сталінець» М  | 2:1 (0:1) | «Динамо» М     |
| 12.10.1938 | 20  | «Локомотив» Тб | 1:3 (1:0) | «Темп»         |
| 14.10.1938 | 13  | «Спартак» М    | 7:1 (3:1) | «Динамо» Р     |
| 15.10.1938 | 14  | «Локомотив» Тб | 2:1 (1:0) | «Динамо» Л     |
| 15.10.1938 | 15  | «Торпедо» М    | 5:2 (3:2) | «Зеніт»        |
| 15.10.1938 | 16  | «Спартак» Л    | 0:0       | «Локомотив» М  |
| 15.10.1938 | 17  | «Металург» М   | 2:2 (2:1) | «Сталінець» Л  |
| 15.10.1938 | 22  | «Стахановець»  | 1:1 (1:0) | «Динамо» Тб    |
| 17.10.1938 | 8   | «Крила Рад»    | 0:1 (0:0) | «Харчовик»     |
| 18.10.1938 | 11  | «Електрик»     | 0:3 (0:0) | «Торпедо» М    |
| 18.10.1938 | 16  | «Спартак» М    | 5:0 (2:0) | «Локомотив» К  |
| 18.10.1938 | 23  | «Динамо» К     | 3:0 (1:0) | «Спартак» Х    |
| 18.10.1938 | 23  | «Динамо» Од    | 3:1 (2:0) | «Динамо» М     |
| 18.10.1938 | 23  | «Темп»         | 1:0 (0:0) | «Динамо» Л     |
| 19.10.1938 | 23  | «Сталінець» Л  | 1:1 (0:0) | «Зеніт»        |
| 20.10.1938 | 7   | «Металург» М   | 4:2 (2:1) | «Спартак» Л    |
| 20.10.1938 | 23  | «Трактор»      | 2:1 (1:1) | «Динамо» Тб    |
| 21.10.1938 | 7   | ЦБЧА           | 2:0 (1:0) | «Локомотив» Тб |
| 22.10.1938 | 23  | «Торпедо» М    | 2:2 (0:2) | «Буревісник»   |
| 23.10.1938 | 23  | «Спартак» М    | 0:0       | «Електрик»     |
| 24.10.1938 | 6   | «Динамо» Од    | 2:2 (1:1) | «Сталінець» М  |
| 24.10.1938 | 16  | «Динамо» Л     | 2:1 (1:0) | «Зеніт»        |
| 24.10.1938 | 16  | «Динамо» М     | 2:3 (1:0) | «Динамо» К     |
| 24.10.1938 | 22  | «Сільмаш»      | 5:2 (2:1) | «Локомотив» Тб |
| 24.10.1938 | 23  | «Харчовик»     | 2:1 (1:1) | «Спартак» Л    |
| 24.10.1938 | 24  | «Темп»         | 1:3 (0:3) | «Стахановець»  |
| 26.10.1938 | 20  | «Динамо» Тб    | 4:3 (3:0) | «Локомотив» К  |
| 26.10.1938 | 24  | ЦБЧА           | 6:0 (3:0) | «Сталінець» Л  |
| 27.10.1938 | 20  | «Електрик»     | 4:1 (0:1) | «Спартак» Л    |
| 27.10.1938 | 24  | «Локомотив» М  | 0:0       | «Спартак» М    |
| 29.10.1938 | 20  | «Крила Рад»    | 0:1 (0:0) | «Сталінець» Л  |
| 29.10.1938 | 23  | «Локомотив» Тб | 4:1 (2:1) | «Локомотив» К  |
| 30.10.1938 | 17  | «Динамо» Тб    | 2:1 (1:1) | «Темп»         |
| 30.10.1938 | 20  | «Динамо» К     | 2:1 (2:0) | ЦБЧА           |
| 30.10.1938 | 25  | «Динамо» Од    | 1:0 (0:0) | «Зеніт»        |
| 30.10.1938 | 25  | «Сталінець» М  | 1:2 (1:2) | «Металург» М   |
| 31.10.1938 | 6   | «Буревісник»   | 0:5 (0:3) | «Спартак» М    |
| 31.10.1938 | 7   | «Сільмаш»      | 2:2 (2:1) | «Електрик»     |
| 02.11.1938 | 14  | «Темп»         | 5:2 (1:1) | «Локомотив» К  |
| 03.11.1938 | 16  | «Динамо» Тб    | 4:1 (1:1) | «Локомотив» Тб |
| 03.11.1938 | 20  | «Трактор»      | 2:4 (1:2) | «Динамо» Од    |
| 03.11.1938 | 25  | «Динамо» Л     | 3:4 (1:1) | «Сталінець» Л  |
| 06.11.1938 | 10  | «Спартак» М    | 6:1 (3:1) | «Крила Рад»    |
| 06.11.1938 | 24  | «Динамо» Тб    | 3:2 (0:1) | «Металург» М   |
| 08.11.1938 | 9   | «Локомотив» К  | 2:3 (1:2) | «Локомотив» М  |
| 08.11.1938 | 12  | «Зеніт»        | 3:0       | «Темп»         |
| 12.11.1938 | 17  | «Харчовик»     | 2:2 (1:1) | «Торпедо» М    |
| 12.11.1938 | 17  | «Локомотив» К  | 1:1 (1:1) | «Електрик»     |
| 14.11.1938 | 24  | «Динамо» Р     | 4:0 (2:0) | «Динамо» Од    |